# 三宅八幡車站
35°3′44.68″N 135°47′45.78″E / 35.0624111°N 135.7960500°E

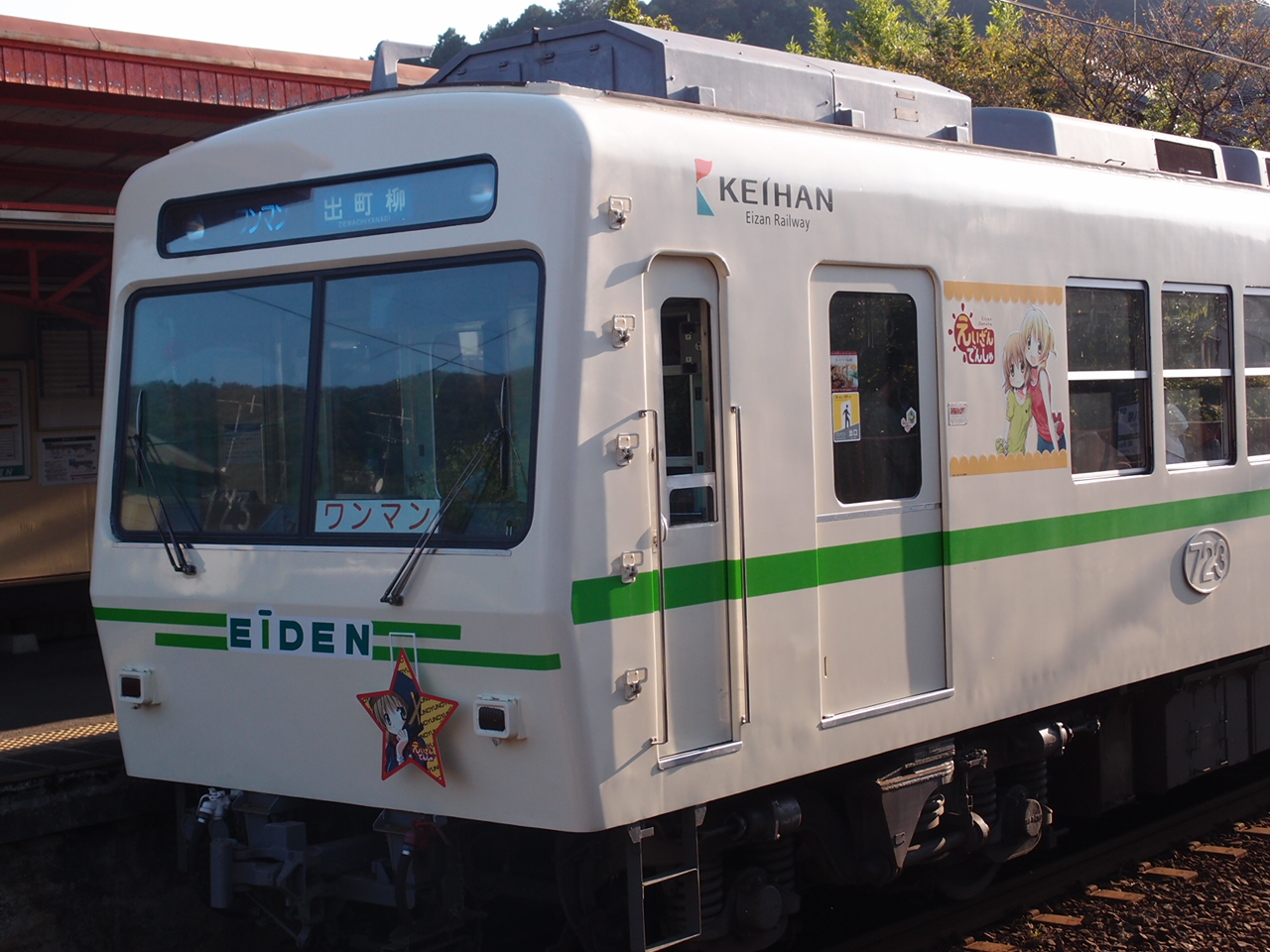
停靠在三宅八幡車站的叡電Deo723型「向陽號」

三宅八幡車站（日语：／ Miyake-hachiman eki */?）是位於日本京都市左京區，屬於叡山電鐵叡山本線的車站。車站編號為E07。

## 車站結構
此站為相對式月台2面2線的無人車站。往出町柳車站方向的月台有大約一節車廂長的遮蓬，往八瀨比叡山口車站方向的月台中央則有較小的遮蓬和長椅。柵欄和柱子等等為了因應三宅八幡宮而被塗成朱紅色。主要的出肉口味在月台的八瀨比叡山口車站側，站內平交道（第1種甲）也在這一側，但在往出町柳方向的月台的出町柳側也有小小的出入口。
此站上下行的月台都沒有無障礙設施。從地面到月台的上只有階梯，使用輪椅需要有人協助。

### 月台配置
| 路線     | 方向 | 目的地           |
| -------- | ---- | ---------------- |
| 叡山本線 | 上行 | 寶池、出町柳方向 |
| 叡山本線 | 下行 | 八瀨比叡山口方向 |

## 車站周邊
大原街道（國道367號）位在從橫渡高野川高野川的三宅橋往南100公尺左右。周圍的住宅區混合了留有古代農加風貌的住家。
- 寶幢寺
- 鄰好院
- 棲賢寺
- 蓮華寺
- 三宅八幡宮（參照下記「其他」項目）
- 京都市立上高野小學校
- 高野川
- 叡山電鐵上高野變電所（已荒廢的古老室內型變電所的建築物一直殘留到最近，但為了改建成室外變電所，舊變電所因此遭到拆除。）

### 公車站

#### 京都巴士 三宅八幡公車站
- 北行公車
  - 10路:經由 八瀨繞道、大原、途中往朽木學校前
  - 16、17、18、19路:往大原
  - 19路:經由 大原、古知谷 往小出石

- 南行公車
  - 10路:往京阪出町柳車站
  - 16路:經由 京阪出町柳車站、三条京阪 往四条河原町
  - 17路:經由 高野橋東詰、京阪出町柳車站、三条京阪、四条河原町 往京都車站
  - 18路:經由 白川通、東山通、銀閣寺、清水寺往京都車站（僅週六、假日一班）
  - 19路:往國際會館車站
  - 經由 八瀨車站、高野玉岡町 往高野車庫

## 歷史
- 1925年（大正14年）9月27日　開業。當時為京都電燈的車站。
- 1942年（昭和17年）3月2日　由於公司的讓渡，成了京福電氣鐵道的車站。
- 1986年（昭和61年）4月1日　由於公司的讓渡，成了叡山電鐵的車站。

## 其他

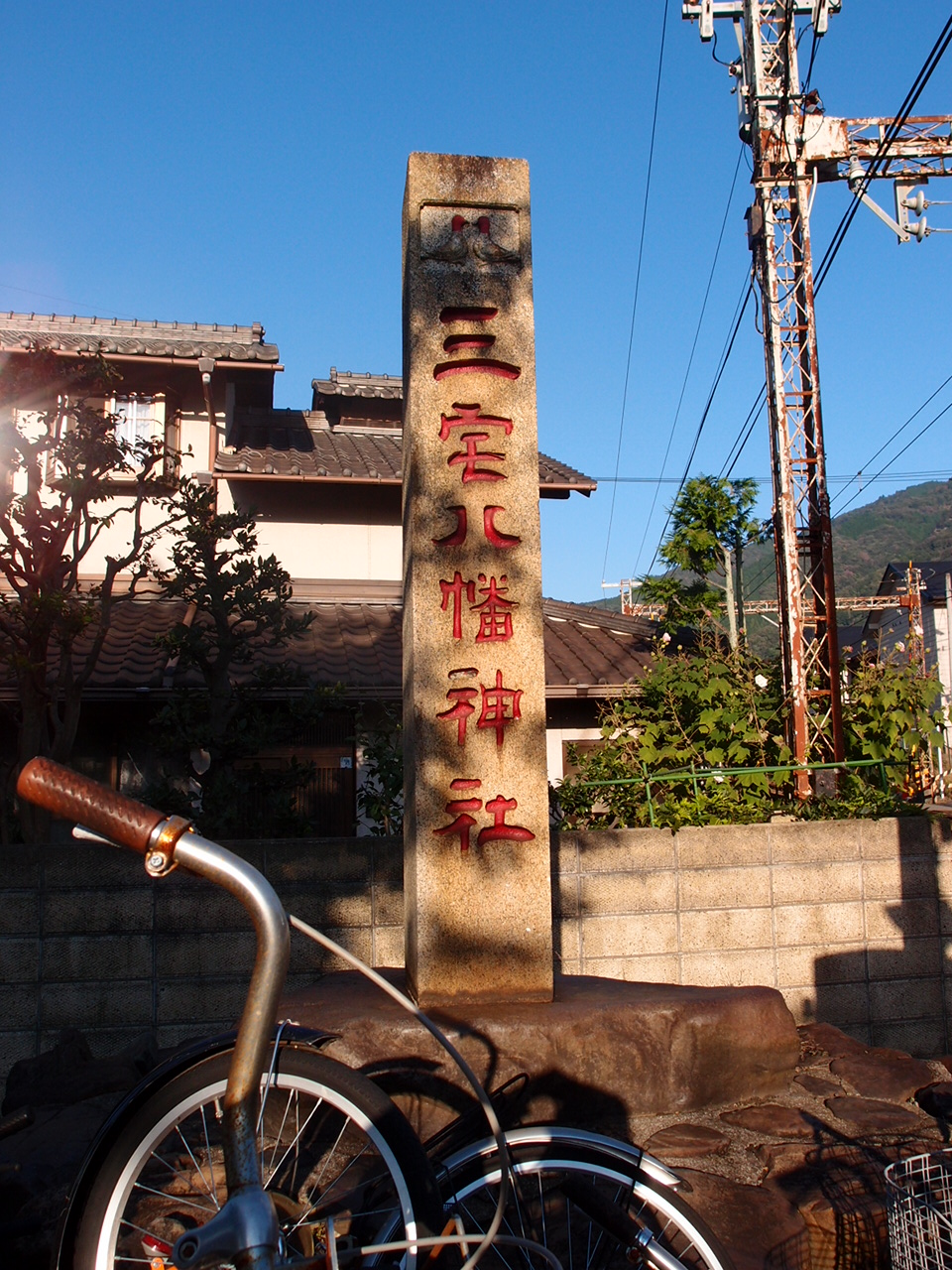
立在車站前，刻有「三宅八幡神社」的石柱

站名由來的三宅八幡宮離鞍馬線的八幡前車站比較近，但是三宅八幡正式的參道（表參道）是在三宅八幡車站這一側，在車站前可以看到位於北側的三宅八幡宮的朱紅色大鳥居。另外，車站前立有刻上「三宅八幡神社」的石柱，此神社名一直使用到二戰剛結束時為止。

## 相鄰車站
叡山電鐵
 叡山本線
寶池（E06）－三宅八幡（E07）－八瀨比叡山口（E08）

## 外部連結
- 三宅八幡車站（叡山電鐵）
  - 車站資訊、車站結構圖（页面存档备份，存于）（日語）
  - 標準發車時刻表（往八瀨比叡山口、鞍馬）（日語）
  - 標準發車時刻表（往出町柳）（日語）
- 三宅八幡公車站（京都巴士）[永久]（日語）